# José Pérez Francés
José Pérez Francés (Peñacastillo, Cantabria, 27 de diciembre de 1936-Barcelona, 30 de septiembre de 2021) fue un ciclista profesional español activo entre 1959 y 1969. Residió en Barcelona desde los 17 años hasta su fallecimiento.

## Palmarés
| 1955 - Clásica de Ordizia 1960 - Campeonato de España en Ruta para Independientes - 1 etapa en la Volta a Cataluña - Campeón de España por Regiones 1961 - 3.º en la Vuelta a España, más 1 etapa - G.P. Navarra 1962 - 2.º en la Vuelta a España - 2.º en el Campeonato de España en Ruta - 1 etapa de la Volta a Cataluña 1963 - Campeonato de España en Ruta - 1 etapa de la Dauphiné Libéré - 3.º en el Tour de Francia - 1 etapa de la Vuelta a España - Setmana Catalana 1964 - 3.º en la Vuelta a España, más clasificación por puntos - 2 etapas de la Volta a Cataluña - Setmana Catalana - Vuelta a Levante, más 2 etapas - Clásica de Ordizia | 1965 - 1 etapa del Tour de Francia - Vuelta a Levante, más 2 etapas - G.P. Primavera 1966 - 1 etapa en la Vuelta a Andalucía - GP Vizcaya 1967 - Barcelona-Andorra - Vuelta a Levante - 3.º en el Campeonato de España de Montaña - Trofeo Jaumendreu 1968 - 1 etapa de la Vuelta a España - 2 etapas Vuelta a Levante 1969 - 2.º en el Campeonato de España en Ruta |

## Resultados en Grandes Vueltas y Campeonatos del Mundo
| Carrera         | 1960 | 1961 | 1962 | 1963 | 1964 | 1965 | 1966 | 1967 | 1968 | 1969 |
| --------------- | ---- | ---- | ---- | ---- | ---- | ---- | ---- | ---- | ---- | ---- |
| Giro de Italia  | -    | -    | 6º   | -    | -    | -    | -    | 5º   | -    | -    |
| Tour de Francia | -    | 7º   | -    | 3º   | Ab.  | 6º   | -    | -    | Ab.  | Ab.  |
| Vuelta a España | Ab.  | 3º   | 2º   | Ab.  | 3º   | Ab.  | Ab.  | 10.º | 2º   | 27º  |